# 阿米纳·J·穆罕默德
阿米娜·簡·穆罕默德（英語：Amina Jane Mohammed，1961年6月27日—），尼日利亚政治人物，现任联合国常务副秘书长。曾任尼日利亚环境部长，她是2015年后发展议程的重要参与者之一。

## 经历
穆罕默德1961年出生于英国利物浦，父亲是尼日利亚兽医，母亲是英国护士，她是五个女儿中的老大。
1989年，她就读亨利管理学院（Henley Management College）。在完成学业后，她返回了尼日利亚。
1981年至2001年，默罕默德分别在一家建筑设计公司及自己成立的企业中工作。
2002年至2005年，穆罕默德为联合国千年项目协调了性别与教育工作组。此后她担任尼日利亚总统关于千年发展目标的高级特别助理，并协调尼日利亚的债务减免基金以实现该目标。
2011年，默罕默德创办了尼日利亚政策研究和发展解决方案中心（Centre for Policy Research and Development Solutions）。同时她开始担任哥伦比亚大学兼职教授。她也在其他国际性组织中任职，包括联合国秘书长2015年后发展议程高级别小组和可持续发展数据变革独立专家咨询小组等，以及担任联合国教科文组织和全民教育全球监测报告（Education for All Global Monitoring Report）的顾问。
2012年起默罕默德作为联合国秘书长潘基文的特别顾问成为了2015年后发展议程的关键人物，她在其中扮演重要纽带的角色。
2015年11月默罕默德担任尼日利亚环境部长，2017年2月辞职。
2017年1月默罕默德被联合国秘书长安东尼奥·古特雷斯任命为常务副秘书长。